# Giulczataj
Giulczataj (ros. Гюльчатай) – fikcyjna postać z filmu Białe słońce pustyni, najmłodsza i najpiękniejsza żona Abdułły. Rolę zagrała studentka Rosyjskiej Akademii Baletu im. Agrippiny Waganowej Tatjana Fiedotowa (ros. Татьяна Федотова), a głosu postaci użyczyła aktorka Nadieżda Rumiancewa. Imieniem postaci nazwano jeden z  kraterów na Wenus (Gulchatay).